# Kelsey Robinson
Pour les articles homonymes, voir Robinson.
Kelsey Robinson est une joueuse de volley-ball américaine née le 25 juin 1992 à Elmhurst (Illinois). Elle mesure 1,88 m et joue au poste de réceptionneuse-attaquante. Elle totalise 69 sélections en équipe des États-Unis.

## Clubs
| Club                           | De        | À         |
| ------------------------------ | --------- | --------- |
| University of Tennessee        | 2010-2011 | 2011-2012 |
| University of Nebraska–Lincoln | 2013-2013 | 2013-2013 |
| Beijing Volleyball             | 2014-2015 | 2014-2015 |
| Leonas de Ponce                | mars 2015 | mai 2015  |
| Imoco Volley Conegliano        | 2015-2016 | 2015-2016 |
| Beijing Volleyball             | 2016-2017 | 2016-2017 |
| Imoco Volley Conegliano        | jan 2017  | …         |

## Palmarès

### Équipe nationale
- Jeux olympiques
  -  2016 à Rio de Janeiro.
- Championnat du monde
  - Vainqueur : 2014.
- Grand Prix mondial
  - Vainqueur : 2015.
  - Finaliste : 2016.
- Championnat d'Amérique du Nord
  - Vainqueur : 2015.

### Clubs
- Championnat d'Italie
  - Vainqueur : 2016.
- Coupe d'Italie
  - Vainqueur : 2017.

### Distinctions individuelles
- Grand Prix mondial de volley-ball 2015: 2e meilleure réceptionneuse-attaquante[3].